# Mozilla Minimo
Minimo (kurz für „Mini Mozilla“) war ein Projekt, um eine Version des Mozilla-Browsers für kleine Geräte wie PDAs und Mobiltelefone bereitzustellen. Das Projekt hatte zudem das Ziel, es für Entwickler leichter zu machen, Teile von Mozilla in Systeme mit begrenzten Ressourcen einzubetten (zum Beispiel Geräte mit wenig RAM). Kurze Zeit nach der Einstellung des Projekts begann 2008 die Entwicklung eines mobilen Firefox-Browsers mit dem Codename Fennec. Der Name kommt von der Tierart des Fenneks, ein kleiner Wüstenfuchs.
Eine Version von Minimo für Windows CE war auch in Entwicklung. Die erste Version für den Pocket PC wurde im Februar 2005 zugänglich gemacht und trägt die aktuelle Versionsnummer 0.016. Für Geräte mit Windows Mobile 5.0 und jünger existiert seit dem 27. März 2007 die Version 0.2. In beiden Versionen ist der Browser jedoch für Endanwender noch nicht empfehlenswert. Dennoch kann er bereits erste Hilfe bieten bei den vom Internet Explorer für Windows Mobile nicht unterstützten Funktionen wie JavaScript und Pop-up-Fenster.
Die führenden Minimo-Entwickler waren Doug Turner und Chris Hofmann, die das Projekt seit der Einführung betreuten. Die Mozilla Foundation hatte Turner im Dezember 2004 angestellt, in Vollzeit an Minimo zu arbeiten. Hofmann arbeitete ebenfalls für die Mozilla Foundation, hat aber andere Verpflichtungen. Von Mitte 2004 an wurde Minimo von Nokia finanziell unterstützt.
Am 27. November 2007 gab der Entwickler Doug Turner bekannt, dass das Projekt nicht mehr weiterentwickelt wird.

## Merkmale
Um die benötigten Ressourcen zu minimieren, beinhaltet Minimo weniger Funktionen, zum Beispiel fehlt die FTP-Unterstützung. Zusätzlich benutzt der Browser eine small screen rendering-Technologie, um Webseiten für Displays im Taschenformat umzuformen. Die Benutzeroberfläche ist ebenfalls so gestaltet, dass nur wenig Platz auf dem Display gebraucht wird.
Derzeit hat sich die Minimo-Entwicklung auf Geräte mit ARM-Prozessoren (z. B. iPAQ oder Intel-XScale-Typen) mit rund 64 MB RAM konzentriert.